# Chondrodesmus tamocalanus
Chondrodesmus tamocalanus är en mångfotingart som beskrevs av Chamberlin 1923. Chondrodesmus tamocalanus ingår i släktet Chondrodesmus och familjen Chelodesmidae. Inga underarter finns listade i Catalogue of Life.